# Mühlibähnli
| Streckenlänge: | 2.8 km              |                                                 |                                                 |
| Spurweite: | 750 mm (Schmalspur) |                                                 |                                                 |
| Streckengeschwindigkeit: | 50 km/h             |                                                 |                                                 |
| Zweigleisigkeit: | nein                |                                                 |                                                 |
| |                     |                                                 |                                                 |
| \| \| \| Holcim-Zementwerk Brunnen \| \| \| \| \| Abladestelle Industriestrasse \| \| \| \| \| Gotthardbahn \| \| \| \| \| Mettlenweg \| \| \| \| \| Schwyzerstrasse:H2/H8 Brunnen – Schwyz \| \| \| \| \| Chloschterbach \| \| \| \| \| Schönenbuchstrasse \| \| \| \| \| Strasse zum Theresianum \| \| \| \| \| heute Teilstück des Jakobswegs \| \| \| \| \| Autostrasse A4 von/zum Mositunnel \| \| \| \| \| \| \| \| \| \| Holcim-Steinbruch/Schotterwerk Unterschönenbuch \| \| |                     |                                                 |                                                 |
| Betriebs-/Güterbahnhof Streckenanfang (Strecke außer Betrieb) |                     | Holcim-Zementwerk Brunnen                       | Holcim-Zementwerk Brunnen                       |
| Dienststation / Betriebs- oder Güterbahnhof (Strecke außer Betrieb) |                     | Abladestelle Industriestrasse                   | Abladestelle Industriestrasse                   |
| Kreuzung geradeaus unten (Strecke geradeaus außer Betrieb) |                     | Gotthardbahn                                    | Gotthardbahn                                    |
| Bahnübergang (Strecke außer Betrieb) |                     | Mettlenweg                                      | Mettlenweg                                      |
| Bahnübergang (Strecke außer Betrieb) |                     | Schwyzerstrasse:H2/H8 Brunnen – Schwyz          | Schwyzerstrasse:H2/H8 Brunnen – Schwyz          |
| Brücke über Wasserlauf (Strecke außer Betrieb) |                     | Chloschterbach                                  | Chloschterbach                                  |
| Bahnübergang (Strecke außer Betrieb) |                     | Schönenbuchstrasse                              | Schönenbuchstrasse                              |
| Bahnübergang (Strecke außer Betrieb) |                     | Strasse zum Theresianum                         | Strasse zum Theresianum                         |
| Strecke (außer Betrieb) |                     | heute Teilstück des Jakobswegs                  | heute Teilstück des Jakobswegs                  |
| |                     | Autostrasse A4 von/zum Mositunnel               |                                                 |
| |                     |                                                 |                                                 |
| Betriebs-/Güterbahnhof Streckenende |                     | Holcim-Steinbruch/Schotterwerk Unterschönenbuch | Holcim-Steinbruch/Schotterwerk Unterschönenbuch |

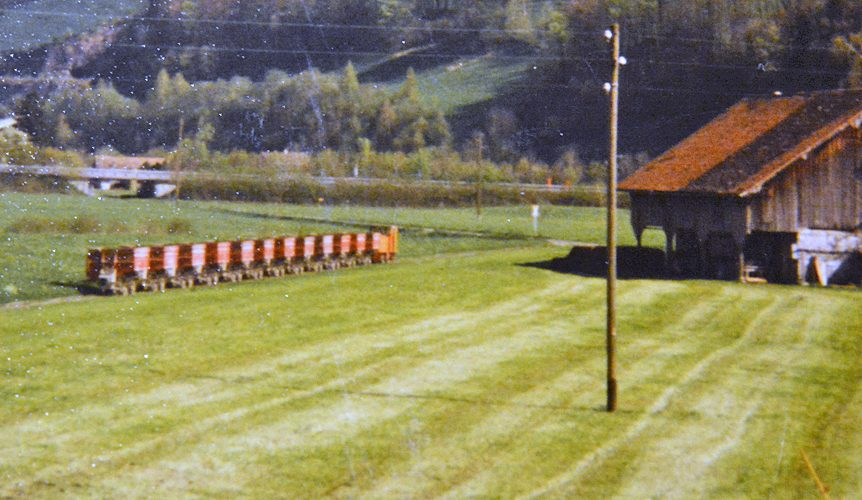
Mühlibähnli, Frühjahr 1989. Hier im Laimattli.

Als Mühlibähnli wurde die Werkbahn zwischen dem Holcim-Steinbruch im Ingenbohler Gemeindeteil Unterschönenbuch und dem ehemaligen Holcim-Zementwerk in Brunnen bezeichnet.

## Chronik

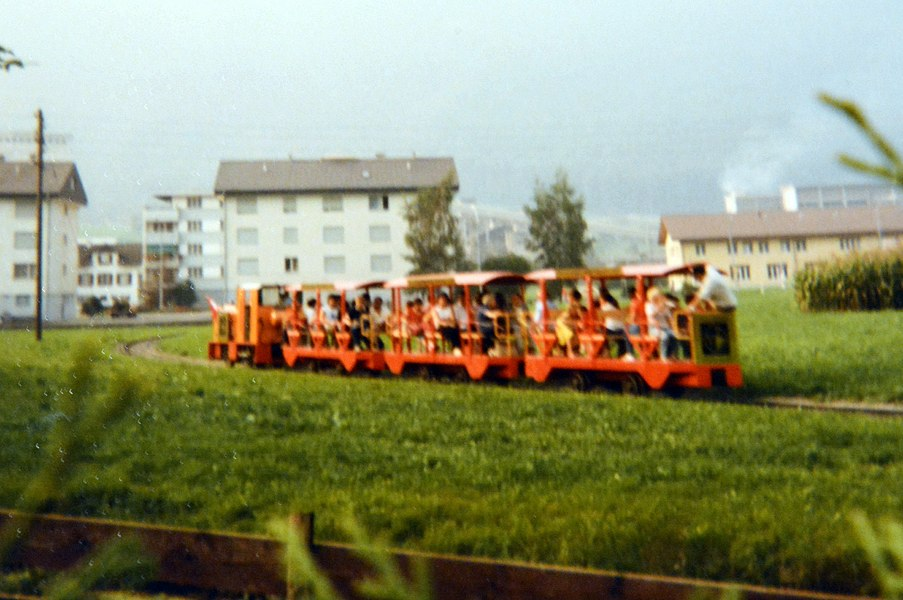
Das Mühlibähnli als "Schönenbuch Express" am 17./18. September 1982

Karl Hürlimann etablierte 1882 in Ingenbohl eine Zementfabrik. Ab 1885 verlief das sogenannte Mühlibähnli als Pferdebahn zum örtlichen Steinbruch. 1912–40 beförderte eine Dampflokomotive und ab 1940 eine Diesellokomotive die Kippwagen. Ab 1990 verkehrten dort zwei Pendelzüge mit DIEMA-Dieselloks.
1996 übernahm der Holcim-Konzern die Zementfabrik, verordnete aber deren Stilllegung. Da es auch für die Werkbahn keine Anwendung mehr gab, wurden deren Fahrzeuge verkauft und die Strecke 2009 abgebrochen. Der Steinbruch und das angegliederte Schotterwerk in Unterschönenbuch werden nur noch per Lastwagen beladen.
Im Zuge der Verlegung eines Erdwärme-Netzes in der Gemeinde Ingenbohl und der Verlegung der Zulieferleitung zum Agroeenergie-Wärmewerk Seewen SZ wurde das Trassee grösstenteils entfernt.

## Streckenverlauf
Die Strecke begann ursprünglich im Werk selber, jedoch wurden schon seit geraumer Zeit die Wagen in einer Abladestelle an der Industriestrasse vor dem Werk geleert. Anschliessend unterquerte die einspurige Strecke die Gotthardbahn. Dann führte sie entlang der Seewenstrasse und deren namenlosem Zementfabrik-Zubringer, welcher die Gotthardbahn parallel zur Werkbahn unterquerte. Danach folgte der gefährliche Übergang über die Schwyzerstrasse – Teilstück der Hauptstrasse Brunnen-Schwyz. Nach einer Unfallserie wurde in den 1990er Jahren die bisherige Signalisation mit Andreaskreuz und Warnblinklicht durch eine Lichtsignalanlage ersetzt.
Anschliessend führte das mittlerweile teilweise überwucherte Trassee durchs Feld und querte dann die Schönenbuchstrasse, um ihr dann der rechten Strassenseite entlang bis kurz vor dem Steinbruch zu folgen. Dann zweigt die Strasse linkerhand zur Kapelle Unterschönenbuch ab, während die Bahnlinie geradeaus das Steinbruchgelände erreichte und auf zwei Spuren ausgeweitet wurde.

### Jakobsweg
Auf einem Teilstück unmittelbar vor Unterschönenbuch wurde innerhalb der Gleise eine Finnenbahn verlegt, welche einen Teil des Jakobswegs bildet.

## Fahrzeuge
Der Fuhrpark der Werkbahn bestand aus zwei Diesellokomotiven der Gattung DIEMA CFL 150, 12 zweiachsigen Kiesgüterwagen und zwei Steuerwagen, welche nur aus der Lokomotivführerkabine bestanden. Im Einsatz standen zwei Garnituren, zusammengesetzt aus jeweils einer Lokomotive, fünf Güterwagen und einem Steuerwagen. Zwei Güterwagen waren noch in Unterschönenbuch abgestellt.
Früher, als die Zementfabrik noch der Hürlimann-Familie gehörte, waren zwei historische Lokomotiven (MV2 und MV4), sowie eine umgebaute Deutz-Lok im Einsatz. Die Güterwagen waren damals viel kürzer, so dass die Züge mehr Wagen umfassten.
Die beiden DIEMA-Loks wurden 2013 an die Zillertalbahn verkauft.